# Chuyến bay 752 của Ukraine International Airlines
Chuyến bay 752 của Ukraine International Airlines (PS752/AUI752) là một chuyến bay quốc tế thường lệ từ Tehran, Iran tới Kiev, Ukraine, được vận hành bởi hãng Ukraine International Airlines. Chiếc Boeing 737–800 bị bắn rơi và phát nổ ngay sau khi cất cánh vào 08 tháng 01 năm 2020 từ sân bay quốc tế Tehran Imam Khomeini, giết chết tất cả 176 hành khách và phi hành đoàn trên máy bay, trở thành thảm họa hàng không tồi tệ nhất ở Iran trong hơn một thập kỷ, vượt qua chuyến bay 812 của Air India Express, là vụ tai nạn thảm khốc nhất của dòng biến thể 737 Next Generation và là vụ tai nạn chết người thứ hai liên quan đến loạt máy bay 737 sau chuyến bay 610 của Lion Air. Vụ tai nạn là thảm họa hàng không gây chết người đầu tiên kể từ khi Ukraine International Airlines bắt đầu hoạt động năm 1992. Vụ tai nạn cũng là vụ bắn rơi máy bay tồi tệ thứ 4 sau KE007, IR655 và MH17.
Thủ tướng Canada Justin Trudeau đã nói rằng 138 trong 167 hành khách đang bay tới Canada. Ngày 11/01/2020, giới chức quân sự Iran thừa nhận đã vô ý bắn rơi máy bay này và sẽ xử lý những người có liên quan.
Ban đầu, chính quyền Iran phủ nhận rằng họ đã bắn rơi máy bay, Tehran nói rằng có lỗi kỹ thuật với máy bay. Chính quyền Ukraine sau khi nghe giải thích ban đầu của Iran, đã nói rằng chuyến bay đã bị bắn hạ là một trong giả thiết có khả năng nhất. Các quan chức Mỹ, Canada và Anh tuyên bố rằng họ tin rằng chiếc máy bay đã bị bắn hạ bởi một tên lửa đất đối không Tor M1 do Nga sản xuất và được Iran phóng. Sau 3 ngày từ chối trách nhiệm, Vệ binh Cách mạng Hồi giáo Iran tuyên bố vào ngày 11 tháng 1 rằng họ đã bắn hạ máy bay sau khi xác định nhầm nó là tên lửa hành trình của Mỹ.
Vụ việc xảy ra trong thời kỳ căng thẳng gia tăng giữa Mỹ và Iran, 5 ngày sau khi tổng thống Mỹ Donald Trump thực hiện cuộc không kích bằng máy bay không người lái giết chết tướng Iran Qasem Soleimani và vài giờ sau cuộc tấn công bằng tên lửa đạn đạo của Iran vào lực lượng Mỹ ở Iraq diễn ra. Trước đó, một thông báo từ Cục Hàng không Liên bang Hoa Kỳ rằng tất cả các máy bay dân sự Mỹ phải tránh không phận Iran và được một số quốc gia và một số hãng hàng không đã ra thông báo tương tự, bao gồm Ukraine.

## Hoàn cảnh
Máy bay rơi sau khoảng 4 giờ sau khi Iran phóng tên lửa để trả đũa nhắm vào các mục tiêu thuộc Hoa Kỳ ở Iraq vì đã giết hại Qasem Soleimani. Iran đang ở mức độ cao nhất của cánh bảo phòng thủ quốc gia vào thời điểm đó. Tư lệnh lực lượng không quân của Vệ binh Cách mạng Hồi giáo Iran Amir Ali Hajizadeh đã nói trên truyền hình rằng họ đã sẵn sàng cho một cuộc chiến tranh toàn diện với Mỹ.

## Chuyến bay và tai nạn

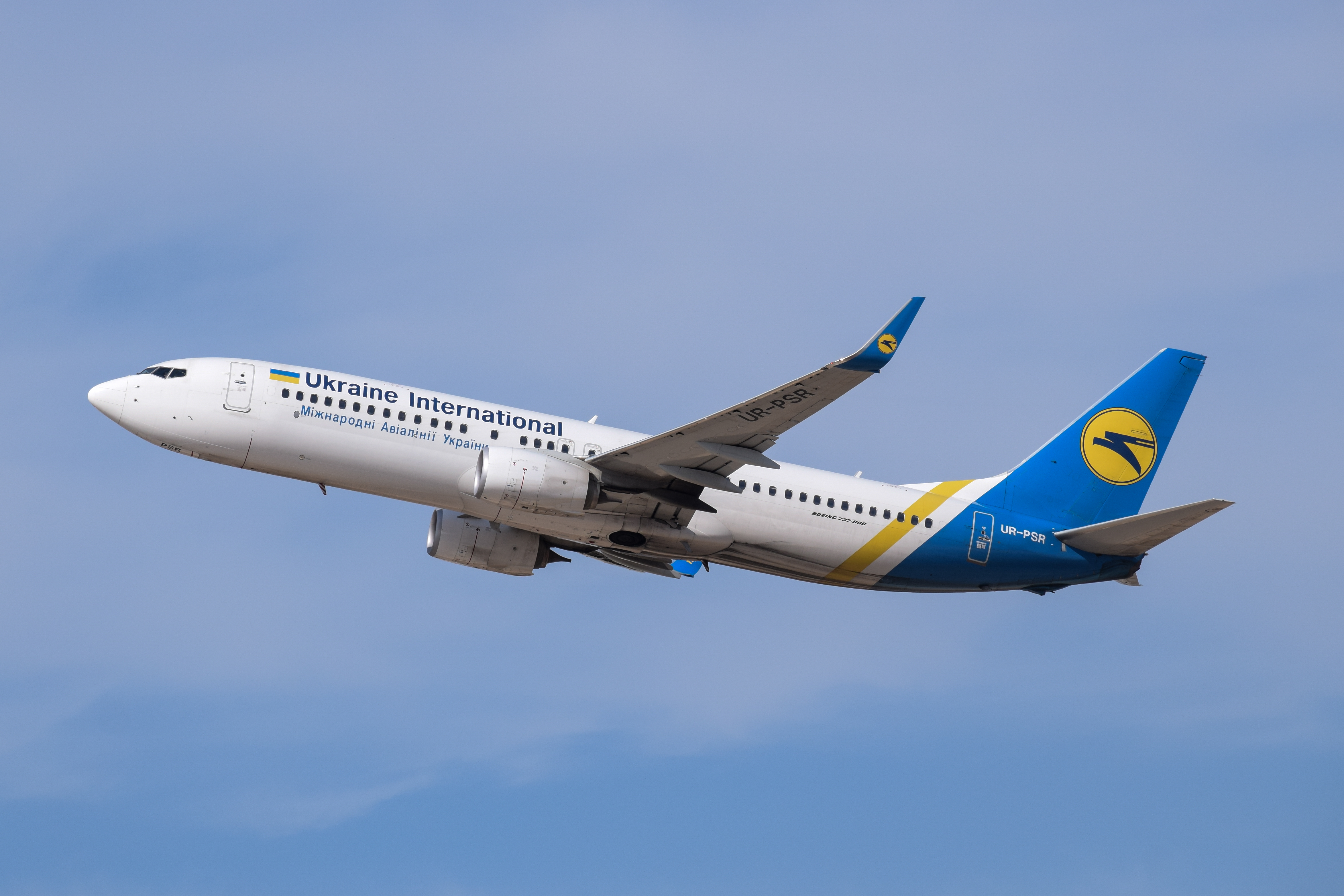
UR-PSR, chiếc Boeing 737-8KV của Ukraine International Airlines bị bắn rơi cất cánh tại sân bay quốc tế Ben Gurion quận Trung, Israel vào ngày 18 tháng 10 năm 2019

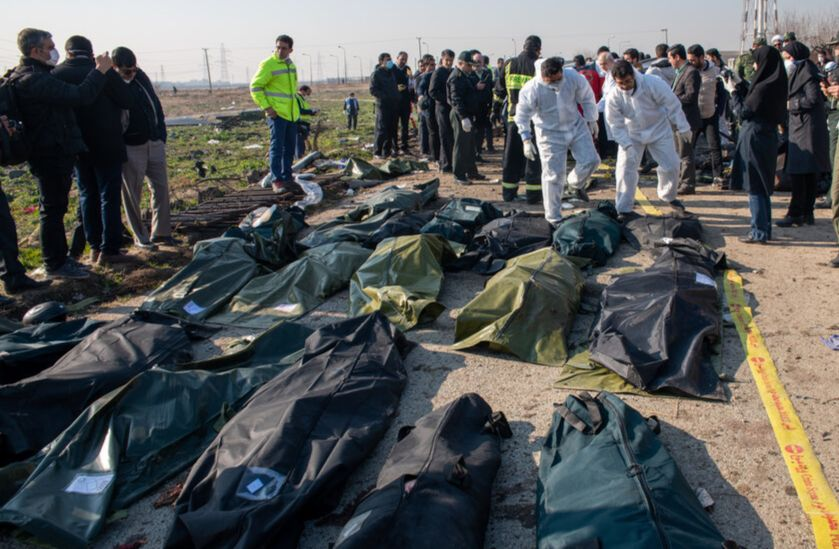
Những hoạt động tìm lại nạn nhân chuyến bay 752

Chuyến bay 752 được ghi trong lịch trình cất cánh lúc 05:15 giờ địa phương (UTC+3:30), tuy nhiên nó đã bị trễ khoảng 1 giờ. Chuyến bay đã khởi hành ở vị trí 116 và cất cánh từ Đường băng 29R lúc 6:12 giờ địa phương và được yêu cầu hạ cánh ở Kiev lúc 08:00 giờ địa phương (UTC+2:00). Dữ liệu cuối ADS-B đã nhận lúc 06:14, ít hơn 3 phút sau khi máy bay khởi hành. Theo dữ liệu, hồ sơ cuối ghi được độ cao máy bay là 7,925 feet (2,416 m) trên mực nước biển trung bình và với tốc độ là 275 knots (509 km/h). Bản thân sân bay cao 3,305 feet (1,007 m) trên mực nước biển, điều đó có nghĩa là độ cao máy bay là 4,620 feet (1,410 m) so với mặt đất. Máy bay đang trong quá trình tăng độ cao khi việc ghi độ cao đột ngột kết thúc. Máy bay đã nổ khi lao vào địa hình ở vị trí cách 15 km về phía Bắc của sân bay. Một video được lan truyền trên phương tiện truyền thông cho thấy khoảnh khắc xảy ra vụ nổ. Video đã cho thấy rằng máy bay đã cháy khi nó bắt đầu lao xuống với một vài bộ phận của nó rời ra trên không trung. Nó sau đó nó đã nổ gần Parand và bùng cháy. ISNA đã không xác nhận tính hợp pháp của video nhưng họ đã phát biểu rằng máy bay đã cháy trước khi phát nổ.
Thời gian ngắn sau vụ nổ, những nhân viên phản ứng nhanh đã tới với 22 xe cứu thương, 4 xe bus cứu thương, và 1 máy bay trực thăng, nhưng vụ cháy lớn đã ngăn họ cố gắng giải cứu. Mảnh vỡ đã vương vãi khắp một khu vực rộng, với không một ai sống sót đã được tìm kiếm tại trung tâm vị trí vụ nổ 35°33′40″ N, 51°06′14″ E.

## Máy bay
Boeing 737-8KV, msn 38124, đăng ký UR-PSR. Chiếc máy bay thực hiện chuyến bay đầu tiên vào ngày 21 tháng 6 năm 2016 và giao cho Ukraine International Airlines ngày 19 tháng 7 năm 2016. Tính đến thời điểm gặp nạn, nó đã 3,5 năm tuổi, cất cánh lần đầu vào 21 tháng 6 năm 2016. Nó được giao cho hãng vào 19 tháng 7 năm 2016 và nó là chiếc máy bay 737 Next Generation đầu tiên được mua bởi hãng này.

## Hành khách và phi hành đoàn
Theo người phát ngôn của tổ chức hàng không Iran, số người trên máy bay chính xác là 167 hành khách và 9 thành viên phi hành đoàn. Truyền thông nhà nước ban đầu đưa tin rằng chiếc máy bay chở 180 người. Cơ quan Thông tấn Sinh viên Iran (ISNA) tuyên bố rằng hầu hết hành khách là người Iran, tuy nhiên một số công dân nước ngoài cũng có mặt trên chuyến bay. Các quan chức xác nhận rằng ít nhất 130 người trên tàu là người Iran hầu hết trong số họ là sinh viên trở về Ukraina sau kỳ nghỉ đông.
Obozrevatel, cơ quan truyền thông có trụ sở tại Kyiv của Ukraine đã báo cáo rằng, trong số 167 hành khách, 71 người được xác nhận là người Iran, 73 người Canada, 3 người Anh, 6 người Afghanistan, 8 người Thụy Điển và 4 người Đức. 15 người Ukraine cũng được báo cáo là đã ở trên máy bay. Các tuyên bố mâu thuẫn đến từ quan chức Iran khi được báo cáo rằng 147 trong số 176 người trên tàu bay là người Iran, trong khi chỉ có 30 người còn lại là người nước ngoài. Hội đồng An ninh Ukraina xác nhận rằng 11 người Ukraina, bao gồm 9 thành viên phi hành đoàn, đã thiệt mạng trong vụ tai nạn.
Ngoài 6 tiếp viên, 3 phi công gồm cơ trưởng Volodymyr Gaponenko (11.600 giờ bay trên máy bay 737, bao gồm 5.500 giờ làm cơ trưởng), phi công huấn luyện viên Oleksiy Naumkin (12.000 giờ trên máy bay 737, bao gồm 6.600 giờ làm cơ trưởng), và cơ phó Serhii Khomenko (7.600 giờ bay trên máy bay 737).

### Số lượng người chết
| Quốc tịch   | Hành khách | Phi hành đoàn | Tổng cộng |
| ----------- | ---------- | ------------- | --------- |
| Iran        | 71         | 0             | 71        |
| Canada      | 73         | 0             | 73        |
| Anh         | 3          | 0             | 3         |
| Afghanistan | 6          | 0             | 6         |
| Thụy Điển   | 8          | 0             | 8         |
| Đức         | 4          | 0             | 4         |
| Ukraine     | 2          | 9             | 11        |
| Tổng cộng   | 167        | 9             | 176       |

## Nguyên nhân của vụ tai nạn

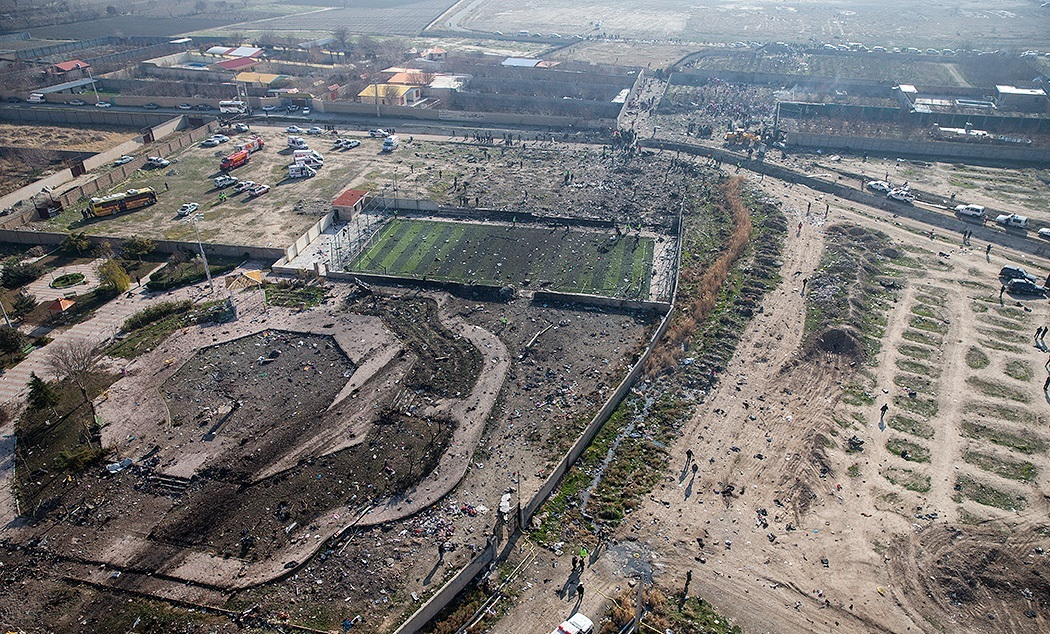
Khu vực vụ rơi máy bay 752 nhìn từ trên cao

Vào ngày 8 tháng 1, Bộ Giao thông và Đường bộ của Iran đã đưa ra một tuyên bố rằng máy bay đã bốc cháy sau khi cháy bắt đầu từ một trong các động cơ của nó, khiến phi công mất kiểm soát và rơi xuống đất.
Theo Tổ chức quản lý và giảm thiểu thiên tai Iran, một điều tra ban đầu vụ tai nạn dường như cho thấy nguyên nhân là do sự cố kỹ thuật trong động cơ. Iran CAO tuyên bố rằng chiếc máy bay "rẽ phải sau một sự cố và đang quay trở lại sân bay" trước khi nó bị rơi. Các nhà điều tra tuyên bố rằng, dựa trên việc cắt đứt dữ liệu ADS-B đột ngột và phi công đã không gửi tín hiệu khẩn cấp, máy bay có thể đã gặp phải một sự cố thảm khốc bất ngờ và dữ dội, bất kể nguyên nhân.
Đại sứ quán Ukraine tại Iran ban đầu nói rằng các chi tiết sơ bộ cho thấy lỗi động cơ, nhưng họ rút lại lời tuyên bố ngay sau đó. Sau đó cùng ngày, đại sứ quán nói rằng mọi thứ đều có thể và từ chối loại trừ rằng máy bay có thể bị trúng tên lửa. Hội đồng An ninh và Quốc phòng Ukraine đang kiểm tra các nguyên nhân có thể xảy ra, "bao gồm một cuộc tấn công bằng tên lửa phòng không, một cuộc va chạm giữa không trung, vụ nổ động cơ hoặc một vụ nổ bên trong máy bay do một kẻ khủng bố thực hiện"; Các chuyên gia Ukraine sẽ tìm kiếm các mảnh vỡ của tên lửa đất đối không Tor do Nga sản xuất tại nơi xảy ra vụ tai nạn, với các chuyên gia đã tham gia vào cuộc điều tra vụ bắn hạ chuyến bay của Malaysia Airlines 17 trên không Ukraine năm 2014 trong đội. Vào ngày 9 tháng 1, CBS News và Newsweek tường thuật, các quan chức Hoa Kỳ đã nói rằng họ tin rằng chiếc máy bay đã bị bắn hạ bởi một tên lửa Tor của Iran. Các nhà chức trách Ukraine đã không loại trừ khả năng này, điều mà chính quyền Iran phủ nhận.

## Phản ứng
Thảm họa xảy ra trong bối cảnh cuộc khủng hoảng chính trị gia tăng giữa Hoa Kỳ và Iran ở Vịnh Ba Tư, vài giờ sau khi quân đội Iran phóng 15 tên lửa vào các căn cứ không quân của Mỹ ở Iraq để đáp trả cuộc không kích sân bay quốc tế Baghdad của Hoa Kỳ vào ngày 3 tháng 1 giết chết tướng Iran Qasem Soleimani. Đáp lại, Cục Hàng không Liên bang Hoa Kỳ, trong một thông báo, đã cấm tất cả các máy bay dân sự của Mỹ bay qua Iran, Iraq, Vịnh Ô-man và Vịnh Ba Tư.  Mặc dù thông báo của FAA Hoa Kỳ không ràng buộc với các hãng hàng không không phải của Mỹ, nhiều hãng hàng không cân nhắc khi đưa ra quyết định an toàn, đặc biệt là sau khi chuyến bay 17 của Malaysia Airlines bị bắn rơi năm 2014.  Một số hãng hàng không, bao gồm Austrian Airlines, Singapore Airlines, KLM, Air France, Air India, SriLankan Airlines, Biman Bangladesh Airlines, Qantas, Hãng hàng không Quốc gia Việt Nam bắt đầu định tuyến lại chuyến bay của họ. Các hãng hàng không khác, chẳng hạn như Air China, Lufthansa, Emirates, Flydubai, Japan Airlines, EgyptAir, và Turkish Airlines đã hủy một số chuyến bay đến các sân bay ở Iran và Iraq và sẽ thay đổi hoạt động thêm khi cần thiết.
Hãng Ukraine International Airlines (UIA) đã đình chỉ các chuyến bay đến Tehran vô thời hạn ngay sau sự cố, với các chuyến bay sau ngày xảy ra vụ tai nạn không còn nữa. Việc đình chỉ cũng tuân thủ lệnh cấm của Cục Hàng không Nhà nước Ukraine đối với các chuyến bay trong không phận của Iran đối với tất cả các máy bay đăng ký của Ukraine. Kể từ vụ tai nạn, các hãng hàng không bổ sung, Air Astana và SCAT Airlines cũng định tuyến lại các chuyến bay vượt qua Iran. Điều này tuân theo khuyến nghị của Bộ Phát triển Cơ sở hạ tầng và Công nghiệp Kazakhstan, ban hành cho các công ty hàng không của Kazakhstan sau vụ tai nạn, để tránh bay qua không phận Iran hoặc hủy các chuyến bay đến Iran. Air Canada đã định tuyến lại chuyến bay Toronto - Dubai để bay qua Ai Cập và Ả Rập Saudi thay vì Iraq.

### Iran

#### Chính phủ và IRGC
Iran tuyên bố ngày 9 tháng 1 một ngày quốc tang cho 176 nạn nhân của chuyến bay 752 và những người thiệt mạng trong vụ giẫm đạp tại lễ tang của Qassem Soleimani.
Vào ngày 11 tháng 1, Vệ binh Cách mạng Hồi giáo Iran tuyên bố họ đã bắn hạ máy bay sau khi xác định nhầm nó là mục tiêu thù địch. Tổng thống Iran Hassan Rouhani gọi vụ việc là "sai lầm không thể tha thứ". Bộ trưởng Ngoại giao Mohammad Javad Zarif xin lỗi về thảm họa và nói thêm rằng kết luận sơ bộ về cuộc điều tra nội bộ của lực lượng vũ trang là "Lỗi của con người tại thời điểm khủng hoảng do chủ nghĩa phiêu lưu của Hoa Kỳ gây ra đã dẫn đến thảm họa".

#### Các cuộc biểu tình chống chính phủ
Vào ngày 11 tháng 1, để đáp lại sự thừa nhận của chính phủ, hàng ngàn người biểu tình đã đổ ra đường phố Tehran và các thành phố khác của Iran như Orumieh, Shiraz, Isfahan và Hamadan, video clip trên Twitter cho thấy những người biểu tình ở Tehran hô vang "Cái chết cho nhà độc tài", ám chỉ đến Lãnh tụ tối cao Ali Khamenei, và xé bỏ ảnh tang tướng Qasem Soleimani, gọi ông ta là kẻ giết người, làm tiêu tan cảm giác đoàn kết và đau thương sau khi tướng Soleimani bị sát hại ở Bagdad.
Sau đó cùng ngày, một đám đông sinh viên tập trung trước các trường đại học Amirkabir và Sharif ở Tehran, hô to các khẩu hiệu lên án sự lừa dối của chính phủ về vụ tai nạn. Cảnh sát chống bạo động bắn hơi cay vào hàng ngàn người biểu tình.
Người dân Tehran nói với Reuters rằng cảnh sát đã có hiệu lực tại thủ đô vào ngày 12 tháng 1, với hàng chục người biểu tình ở Tehran hô vang "Họ đang nói dối rằng kẻ thù của chúng ta là Mỹ, kẻ thù của chúng ta ở ngay đây", và rất nhiều người biểu tình đã tập trung tại các thành phố khác, hiển thị trên phương tiện truyền thông xã hội. Đại sứ Anh tại Iran, Rob Macaire, đã bị bắt sau khi tham dự một buổi cầu nguyện cho những người đã thiệt mạng trong vụ tai nạn. Trong một tuyên bố, Bộ trưởng Ngoại giao Anh Dominic Raab nói: "Việc bắt giữ đại sứ của chúng tôi tại Tehran mà không có căn cứ hoặc giải thích là vi phạm trắng trợn luật pháp quốc tế".
Thái tử lưu vong của Iran Reza Pahlavi cho biết Lãnh đạo tối cao Cộng hòa Hồi giáo Ali Khamenei chịu trách nhiệm cho sự xuống dốc. Tờ báo cải cách Iran Etemad có tiêu đề biểu ngữ "Xin lỗi và từ chức", và bình luận về "yêu cầu của mọi người" về việc loại bỏ những người chịu trách nhiệm cho vụ xả súng.

### Ukraine
Tổng thống Ukraine Volodymyr Zelensky bày tỏ lời chia buồn sâu sắc với người thân của các nạn nhân. Các quan chức tuyên bố rằng ông sẽ cắt ngắn chuyến thăm ngoại giao của mình ở Ô-man do thảm họa. Tổng thống Zelensky sau đó nói thêm rằng một số máy bay đã được chuẩn bị ở Kiev để tới Tehran để vận chuyển xác các hành khách trên chuyến 752. Ông tuyên bố ngày 9 tháng 1 là một ngày quốc tang, với quốc kỳ Ukraine bay trên các tòa nhà chính phủ. Ông cũng tuyên bố kiểm tra đột xuất trên mọi máy bay trong nước và yêu cầu người Ukraine kiềm chế không đến thăm Iran và Iraq trong thời điểm hiện tại. Ngày 11 tháng 1, Zelensky nói: "Ukraine khăng khăng thừa nhận đầy đủ tội lỗi. Chúng tôi hy vọng Iran sẽ đưa những người có trách nhiệm ra công lý, trả lại các cơ quan, bồi thường và đưa ra lời xin lỗi chính thức. Cuộc điều tra phải đầy đủ, công khai và tiếp tục không chậm trễ hay trở ngại"

### Canada
Với sự mất mát quá lớn, Bộ trưởng Ngoại giao Canada François-Philippe Champagne và Bộ trưởng Giao thông vận tải Marc Garneau đều bày tỏ sự thông cảm với các nạn nhân. Champagne tuyên bố rằng ông đã liên lạc với chính phủ Ukraine và Garneau tuyên bố rằng Canada đang cung cấp hỗ trợ trong cuộc điều tra. Thủ tướng Justin Trudeau nhấn mạnh vào sự minh bạch và công bằng cho gia đình và người thân của các nạn nhân.

### Vương quốc Anh
Thủ tướng Boris Johnson kêu gọi hồi hương thi thể của hành khách quá cố và cam kết hợp tác với Canada và Ukraine. 4 công dân Anh đã lên máy bay.  Đại sứ Vương quốc Anh tại Iran, Robert Macaire đã bị bắt vào ngày 11 tháng 1 năm 2020 trong cuộc biểu tình ở Tehran nhưng được thả ra ngay sau đó. Đại sứ Macaire đã bị giam giữ vì nghi ngờ rằng ông tham gia cuộc biểu tình chống lại chính phủ, mà đại sứ đã phủ nhận và làm rõ rằng ông đã đi đến một sự kiện được quảng cáo là một sự cảnh giác để tôn trọng các nạn nhân của vụ tai nạn máy bay và rời đi 5 phút sau khi mọi người bắt đầu tụng kinh. Chính phủ Anh gọi vụ bắt giữ ông là "sự vi phạm trắng trợn luật pháp quốc tế".

### Việt Nam
Ngày 10 tháng 01, Tổng Bí thư, Chủ tịch nước Cộng hòa xã hội chủ nghĩa Việt Nam Nguyễn Phú Trọng đã gửi điện chia buồn tới Tổng thống Iran Hassan Rouhani, toàn quyền Canada Julie Payette, Tổng thống Ukraine Volodymyr Zelensky. Người Phát ngôn Bộ Ngoại giao nước Cộng hòa xã hội chủ nghĩa Việt Nam Lê Thị Thu Hằng cũng đã bày tỏ sự đau lòng, chia buồn tới chính phủ, nhân dân các nước có người bị nạn.

## Hình ảnh vụ tai nạn

Các hình ảnh của vụ tai nạn
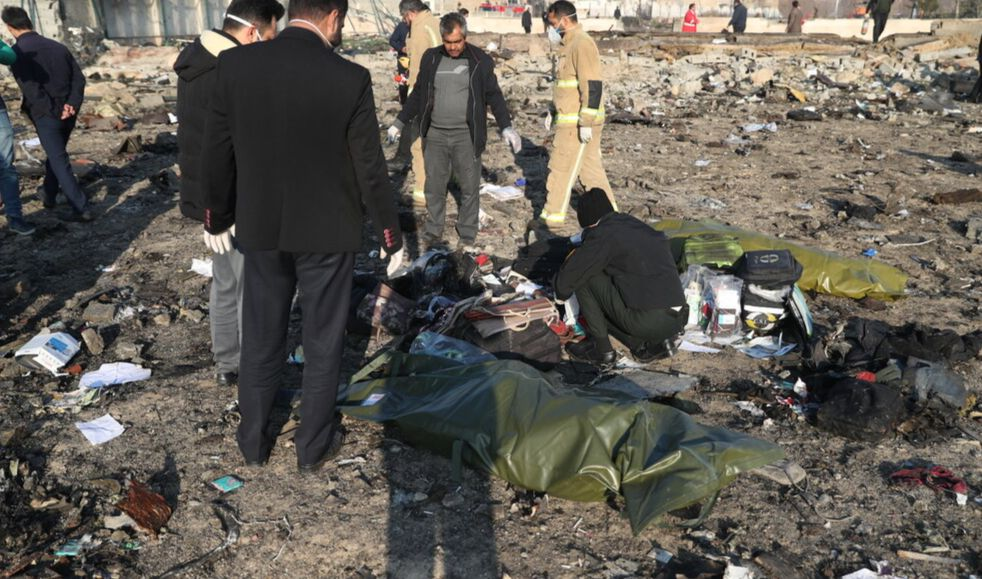
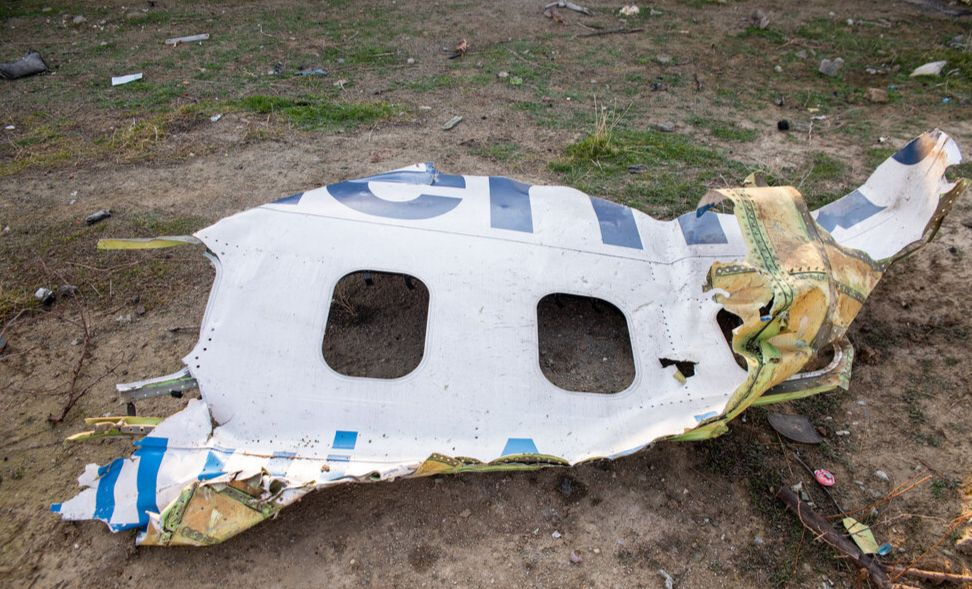
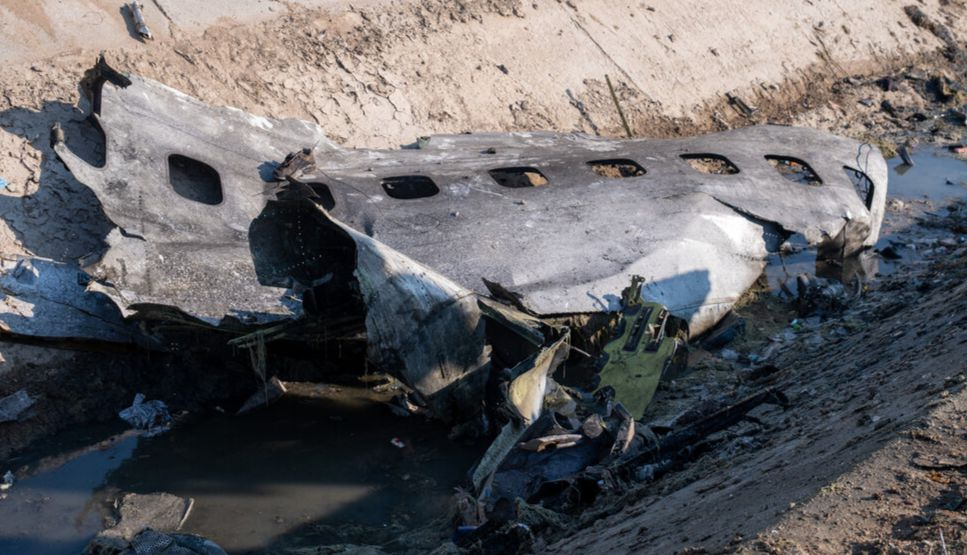
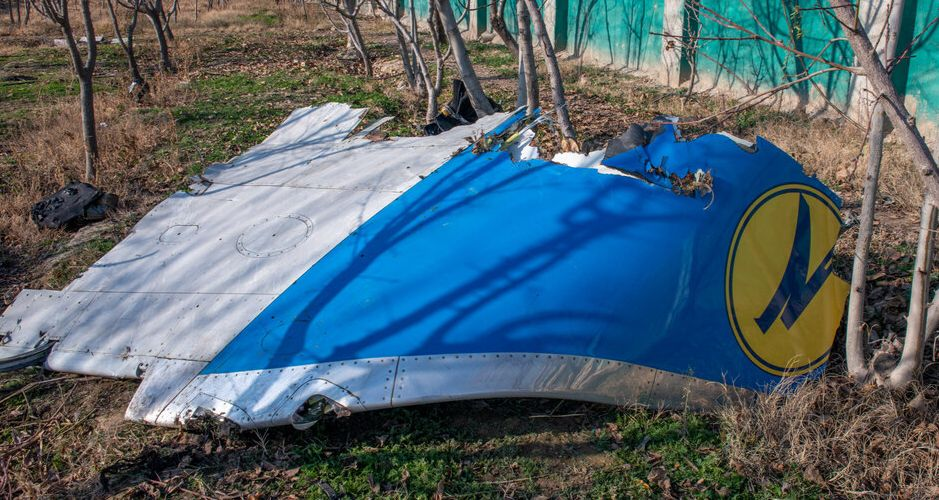
Phần cánh của chiếc 737 xấu số
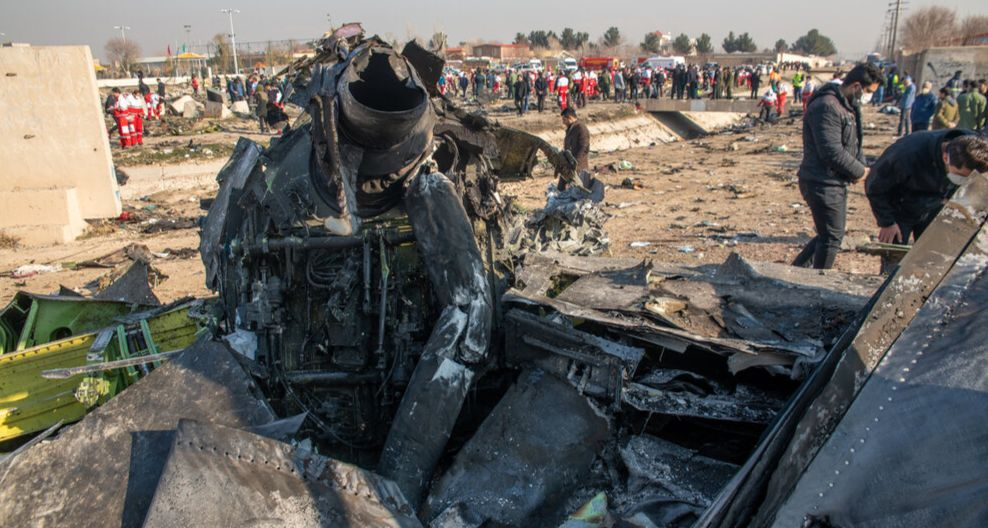
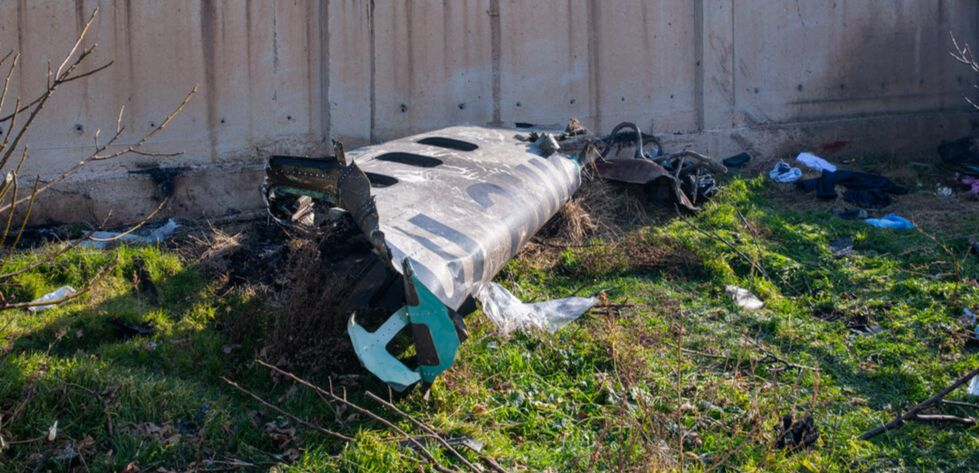
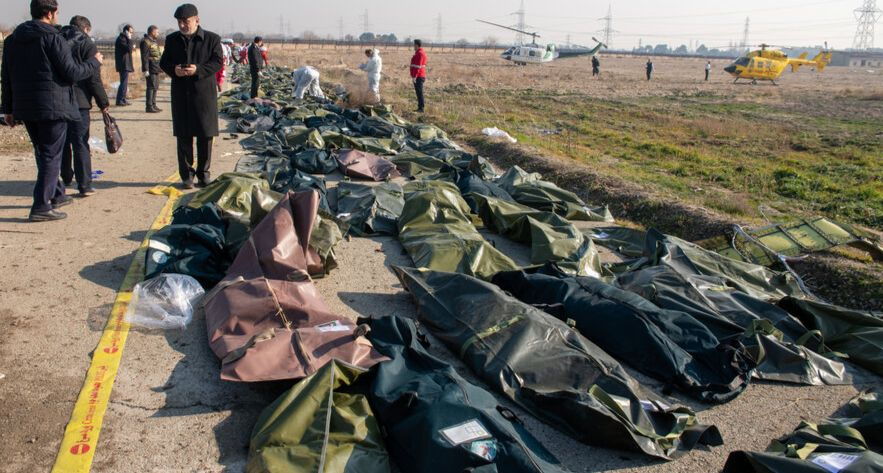
Thu gom thi thể các nạn nhân
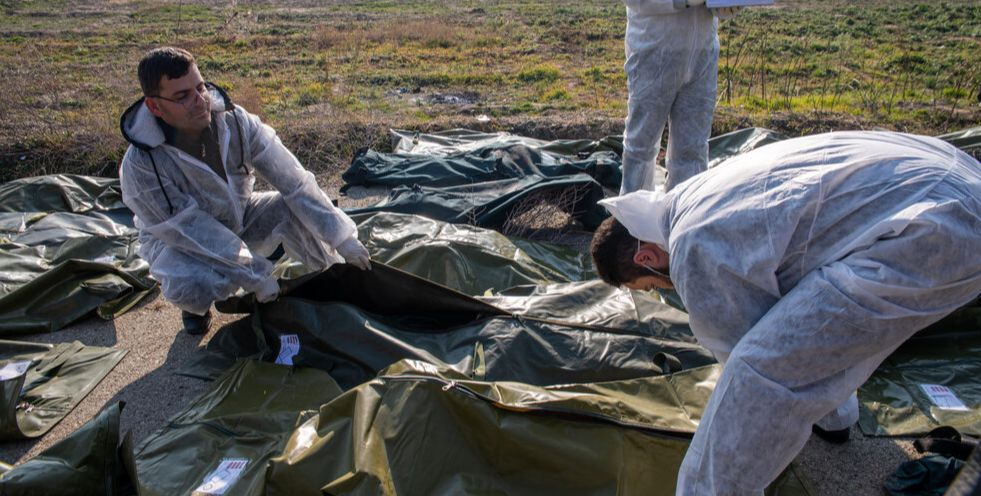
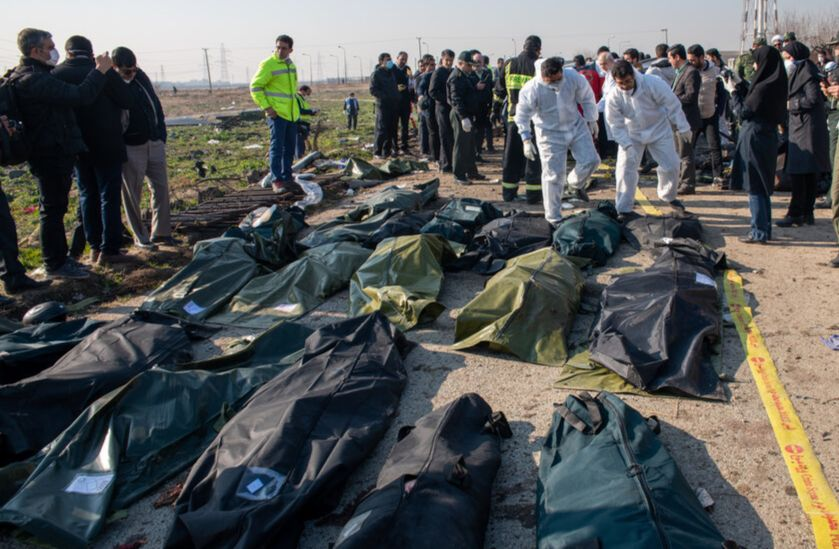
Thu gom thi thể các nạn nhân
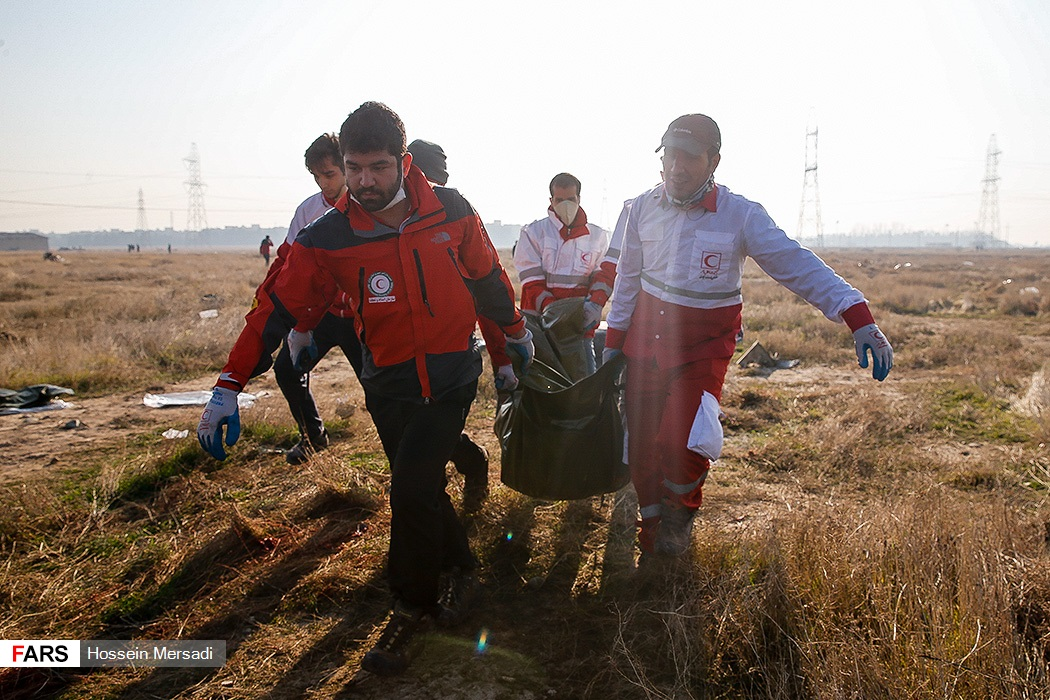
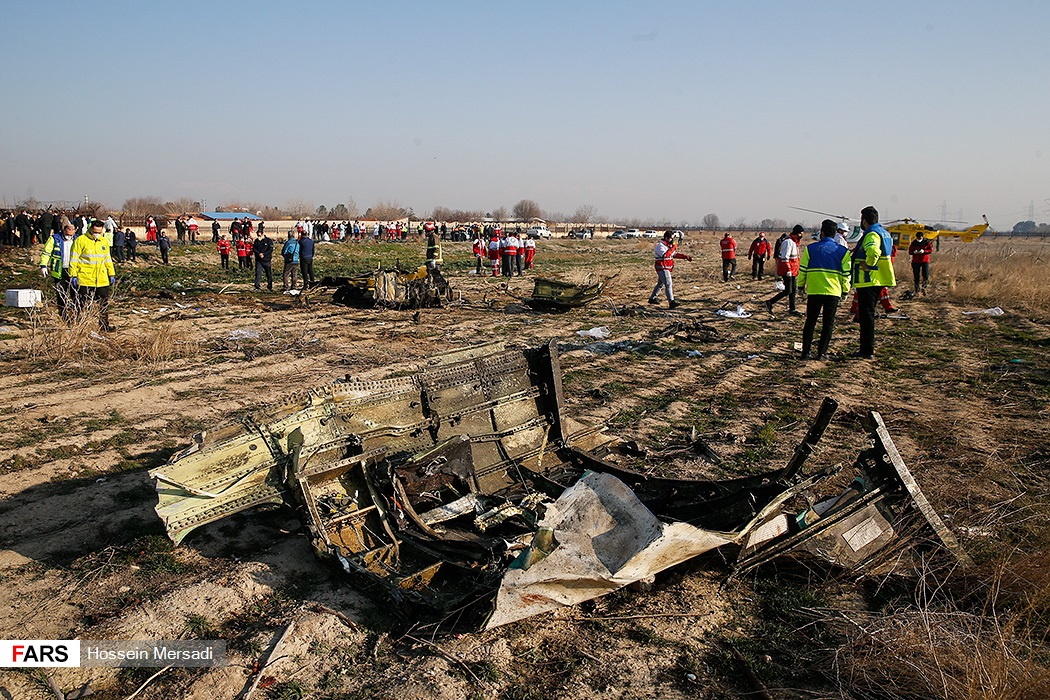